# Teodor de Samos
|  | Per a altres significats, vegeu «Teodor de Samos (desambiguació)». |

Teodor (grec antic: Θεόδωρος, llatí: Theodorus) fou un arquitecte i escultor de l'antiga Grècia natural de l'illa de Samos que va viure al segle vi aC i va treballar conjuntament amb Recos.
Heròdot, una font contemporània, el considera fill de Tèlecles, i no indica cap parentiu amb Recos, a qui considera fill de Fileu. Pausànias afirma el mateix, però Diodor i Diògenes Laerci consideren que Teodor i Tèlecles eren germans i que eren fills de Recos. De tot això, Smith dedueix que hi havia dos Teodors: un que era fill de Recos i germà de Tèlecles, i un altre que era fill d'aquest Tèlecles. No obstant això, sembla més probable que es tracti d'un sol Teodor, fill de Tèlecles, i que el fet que treballàs molt amb Recos i el pas del temps feren que els autors tardans el considerassin fill seu.
Va florir cap a mitjan segle vi aC, en temps de Cresos de Lídia i de Polícrates de Samos. Juntament amb Recos va construir l'Herèon de Samos. Hom també li atribueix la construcció de l'Escíada d'Esparta, i consta que va contribuir a la construcció del laberint de Lemnos, amb Recos i Esmilis, i del temple d'Àrtemis a Efes. Com a escultor, va treballar el bronze i la fusta (va ser l'autor de l'estàtua de fusta de l'Apol·lo Piti de Samos), i també va gravar metalls (segons Heròdot, Teodor va fer la cratera de plata que Cresos va enviar a Delfos) i pedres precioses (com ara l'anell del tirà Polícrates).
La seva fama causà que fos considerat pioner o inventor de tècniques com ara la fosa en sorra de ferro i bronze, segons Pausànias, i l'invent de modular l'argila, segons Plini el Vell. També consta que va escriure una obra sobre l'Herèon de Samos, com a arquitecte de l'edifici.